# Creu de la Parròquia de Sant Feliu de Guíxols
Creu de la Parròquia de Sant Feliu de Guíxols és una creu de terme del municipi de Sant Feliu de Guíxols (Baix Empordà) inclòs en l'Inventari del Patrimoni Arquitectònic de Catalunya.

## Descripció
Creu aixecada al costat de la porta lateral de l'església parroquial de Sant Feliu, antic monestir benedictí, l'any 1949 amb motiu de la celebració d'una santa missió de la qual queda testimoni en la inscripció commemorativa gravada a la columna: "IN / MEMORIAM / SCTAE / MISSIONIS / ANNI / DOMINI / MCMXLIX". La creu està enclavada damunt un base graonada, bastant més antiga que la creu, ja que formava part d'una creu de terme, la creu d'en Burch, de datació desconeguda però de la qual ja se'n té notícia l'any 1859, ubicada inicialment a l'angle del camí entre sant Amanç i el camí ral que anava a Girona. Aquest basament és circular i configurat per dos graons de diàmetre decreixent en alçada. Damunt la base hi ha un volum prismàtic damunt el qual reposa directament la columna, rematada amb capitell i creu llatina de braços rectes. Tota la part nova (columna i creu) és llisa.

## Història
Aixecada amb motiu de la santa missió celebrada a la població l'any 1949